# 加雷斯·琼斯
加雷斯·理查德·沃恩·琼斯（英語：Gareth Richard Vaughan Jones；1905年8月13日—1935年8月12日），威尔士记者，世界上首个以真实姓名向西方世界直白报道包括乌克兰大饥荒在内1932年苏联大饥荒的记者。
1931年，琼斯在《泰晤士报》上匿名报道了发生于乌克兰苏维埃社会主义共和国及俄罗斯南部的饥荒。在三次走访苏联后，他于1933年3月29日在柏林以真实姓名发表了一篇详细描述大饥荒的新闻稿。在此之前，《曼彻斯特卫报》的记者马尔科姆·蒙格瑞奇曾以匿名的方式报道了此事。蒙格瑞奇的首篇相关匿名报道于1933年3月25日发表。
被禁止再次进入苏联后，琼斯于1935年在满洲国内蒙古进行调查时遭绑架并杀害，据称是被內務人民委員部（NKVD，克格勃前身）谋杀。在他去世时，英国前首相大衛·勞合·喬治说：“他热衷于理清发生在境外各地的问题，在调查中不惜冒任何风险... ... 什么事都逃不过他的观察，当他认为可以取得真相时，任何障碍也阻挡不了他。他总有抓住关键事物的诀窍。”
其经历于2019年被波兰导演阿格涅丝卡·霍兰拍成了电影《琼斯先生》。

## 早年
出生于威爾士格拉摩根巴里，琼斯曾就读于巴里县中学。其父亲埃德加·琼斯少校（Major Edgar Jones）是该校的校长，直至约1933年。其母亲安妮·格温·琼斯（Annie Gwen Jones）曾在乌克兰给亚瑟·休斯（Arthur Hughes）的孩子们当辅导老师。亚瑟·休斯是威尔士钢铁企业家約翰·詹姆斯·休斯之子，后者在乌克兰东部建立了休格索夫卡鎮（今頓涅茨克）。
1926年，琼斯毕业于威尔士大学学院（今亚伯大学），获得法语一级荣誉学位。他也曾就读于斯特拉斯堡大学和剑桥大学三一学院，并在1929年获得另一法语、德语及俄语一级荣誉学位。在他去世后，他的辅导员休·弗雷泽·斯图尔特（Hugh Fraser Stewart）在《泰晤士报》上称他为一位”非凡的语言学家“。他积极参与剑桥大学国际联盟组织，担任该组织的助理秘书。

## 事业

### 执教、担任外交顾问
毕业后，琼斯曾短暂地在剑桥教授语言。1930年1月，在托马斯·琼斯（Thomas Jones）的引荐下，他受聘担任英国国会议员、前首相大衛·勞合·喬治的外交事务顾问，负责准备劳合·乔治在辩论、文章和演讲中可能用到的笔记和简报，还包括一些国外旅行。

### 记者生涯
1929年，琼斯成为一位专业自由记者，到了1930年，他已向多家报纸和期刊投稿。

#### 德国
1933年1月末至2月初，琼斯在德国报道纳粹党上台的消息，阿道夫·希特勒被任命为总理的当天，他正在莱比锡。几天后的2月23日，琼斯乘坐 "德国最快、最强大的三马达飞机 "里希特霍芬（Richthofen）号，成为首批与希特勒同行的外国记者之一。他陪同希特勒和约瑟夫·戈培尔前往法兰克福，并在那里为威尔士《西部邮报》报道了为新总理举办的热烈欢迎仪式。他在报道中写道，如果里希特霍芬号坠毁，欧洲的历史将会改变。

#### 苏联
到1932年，琼斯已两度前往苏联，分别是在1930年夏天去了三周，在1931年夏天去了一个月。他在发表的新闻作品中报道了每次旅行的发现，包括1930年在《泰晤士报》上匿名发表的三篇题为 “两个俄罗斯 ”的文章，以及1931年10 月在《泰晤士报》匿名上发表的三篇题为 “真正的俄罗斯”的文章。这些文章报道了苏联乌克兰和俄罗斯南部农民的饥饿状况。
1933年3月，他第三次也是最后一次访问苏联。3月10日，应德国驻哈尔科夫领事馆副领事奥斯卡·埃尔特 （Oscar Ehrt）的邀请，琼斯得以前往苏联乌克兰。副领事的儿子阿道夫·艾尔特（Adolf Ehrt）是一位激进的纳粹宣传家，后来成为戈培尔反共产国际机构的主任。琼斯在申报目的地前64（40英里）處下了火车，从俄罗斯苏维埃社会主义共和国徒步穿越边境。途中他在日记里记录亲眼目睹的人为饥荒。3月29日返回柏林后，他发布的新闻稿被刊登在《曼彻斯特卫报》和《紐約郵報》等报纸上：
我走过村庄和十二个集体农庄。到处都在哭喊“没有面包。我们快死了。”这些哭喊来自俄罗斯的各个地方，来自伏尔加河、西伯利亚、白俄、北高加索和中亚。我徒步穿越黑土区，因为那里曾经是俄罗斯最富饶的农田，因为记者被禁止去那里目睹正在发生的一切。
在火车上，一位共产党员向我否认这里发生了饥荒。我把自己吃剩的一块面包皮扔进了痰盂。一个农民乘客把它捞了起来，狼吞虎咽地吃掉。我把一个橘子皮扔进痰盂，那个农民又捞起来吞掉。那位共产党人沉默了。我在一个村子里住了一夜，那里过去有 200 头牛，现在只有 6 头。当地农民们正在吃牛的饲料，而且只剩下一个月的份量。他们告诉我，很多人已经饿死了。有两个士兵来抓小偷，他们警告我不要在夜间出门，因为有太多“挨饿”又绝望的人。

“我们在等死”，这是对我的欢迎。但你看，在这里我们还有牛饲料可以吃。再往南走，那里什么都没有了。他们哭着说："很多房子都空了，里面的人已经死了。”——加雷斯·琼斯，《纽约邮报》
这篇报道遭到了常驻莫斯科的美国记者沃特·杜兰蒂的反驳，他为了取悦苏联当局而掩盖真相。3月31日，《纽约时报》刊登了杜兰蒂否认琼斯言论的文章，题为 “俄罗斯人在挨饿，但不是饿死 ”。杜兰蒂称琼斯的报道是“一大恐怖故事”。在杜兰蒂的文章中，克里姆林宫史達林政權方面否认存在饥荒；《纽约时报》的部分标题是“在该国的俄罗斯和外国观察员未见灾难将至”。
历史学家蒂提摩希·D·史奈德曾写道：“杜兰蒂声称‘没有实际的饥饿’，只有‘营养不良疾病造成的普遍死亡’，这与苏联的说法如出一辙，并将一种委婉的说法变成一个谎言。这是一种奥威尔式的表达；事实上，乔治·奥威尔本人也将1933年的乌克兰饥荒视为语言艺术家用鲜艳的色彩掩盖黑暗真相的一个显著例子。”
1933年4 月11日，琼斯在英国《金融新闻》上发表了一篇关于饥荒的详细分析文章，指出了饥荒的主要起因：强制集体化私人农场、对600至700 万“最优秀的工人”（富农阶层）的流放、强制征用粮食和牲畜、以及苏联"食品出口"的增加。
是什么原因导致了饥荒？这场农业灾难的主要原因是苏联的集体化政策。保罗·谢弗（Paul Scheffer）在1929-1930年曾预言，农业集体化将是共产主义的克星，这现已成真。——加雷斯·琼斯，“五年计划资的产负债表”，《金融新闻》，1993年4月11日
5月13日，《纽约时报》发表了琼斯对杜兰蒂的强烈反驳，他坚持自己的报道：
我的第一个证据是从外国观察员那里收集到的。既然杜兰蒂先生在讨论中提到领事们 — 我不会这样做，因为他们是各国的官方代表，他们的话不应该被引用— 那么请允许我说，我与二三十位各国领事和外交代表讨论了俄国的局势，他们的证据支持了我的观点。但他们不能在报刊上发表意见，只能保持沉默。

另一方面，记者可以写作，但审查制度使他们成为委婉语句和轻描淡写的高手。因此，他们给“饥荒”起了个好听的名字——“粮食短缺”，而“饿死”则被淡化成“营养不良疾病造成的普遍死亡”。领事们在私下交谈时则不会这么拘束谨慎。——加雷斯·琼斯，《纽约时报》
在苏联外交委员马克西姆·李维诺夫（琼斯在莫斯科时采访过他）写给劳合·乔治的一封信中，琼斯被告知他已被禁止再次访问苏联。据琼斯的曾侄子奈杰尔·林山·科利（Nigel Linsan Colley）说，在发表和乌克兰有关的文章后，琼斯唯一能找到的工作是在加的夫为《西方邮报》撰写“艺术、手工艺品和传统木船”的文章。但他还是设法采访了附近圣多纳特城堡的主人，即美国报业巨头威廉·赫斯特。赫斯特发表了琼斯关于乌克兰的叙述，就如他发表了美国共产党人弗雷德·比奥（Fred Beal）几乎完全相同的目击证词 -- 并安排了在美国的巡回演讲和广播。

#### 中国和日本
被苏联禁止入境后，琼斯把注意力放到远东地区，并在1934年底离开英国，踏上“环球实况调查之旅”。他在日本逗留了大约六周，采访了重要的将军和政治家，随后抵达北京。他从这里前往内蒙古，并在那里采访了内蒙古独立领袖德穆楚克栋鲁普。 他在德国记者赫伯特·穆勒（Herbert Müller）的陪同下，继续前往靠近伪满洲国边境的多伦诺尔。两人在那里被日军扣留，日军告诉他们有三条路可以回到中国的张家口，但只有一条是安全的。

#### 遭绑架和杀害
琼斯和穆勒随后被被匪徒抓获，匪徒索要200支毛瑟枪和10万元（据《泰晤士报》报道，约8,000英镑）的赎金。穆勒在两天后获释以便安排支付赎金。8月1日，琼斯的父亲收到一封电报称“状况良好，预计很快会获释”。8月5日，《泰晤士报》报道称，绑匪已将琼斯转移到固原东南 10 英里（16 公里）处，并索要10万元。两天后他又被转移到热河省。8月8日传来消息，第一批绑匪将他交给了第二批绑匪，赎金再次增加到10万元。中国和日本政府都努力与绑架者取得联系。
1935年8月17日，《泰晤士报》报道称中国当局在前一天发现了琼斯的尸体，身上有三处枪伤。当局认为他是在8月12日，也就是他30岁生日的前一天遇害的。一些人怀疑这是一场內務人民委員部策划的谋杀，为了报复他给苏联政权造成的尴尬局面。另一些人，如他的官方传记作者玛格丽特·西利奥尔·科利（Margaret Siriol Colley），则指出日本也有参与其中。
据报道，劳合·乔治曾说过：
那里是一个充满阴谋冲突的大熔炉，相关利益集团可能知道加雷思-琼斯先生对发生的事情了解得太多了。他热衷于理清发生在境外各地的问题，在调查中不惜冒任何风险。 我一直担心他冒的险太大。什么事都逃不过他的观察，当他认为可以取得真相时，任何障碍也阻挡不了他。他总有抓住关键事物的诀窍。

## 纪念

### 纪念牌和勋章

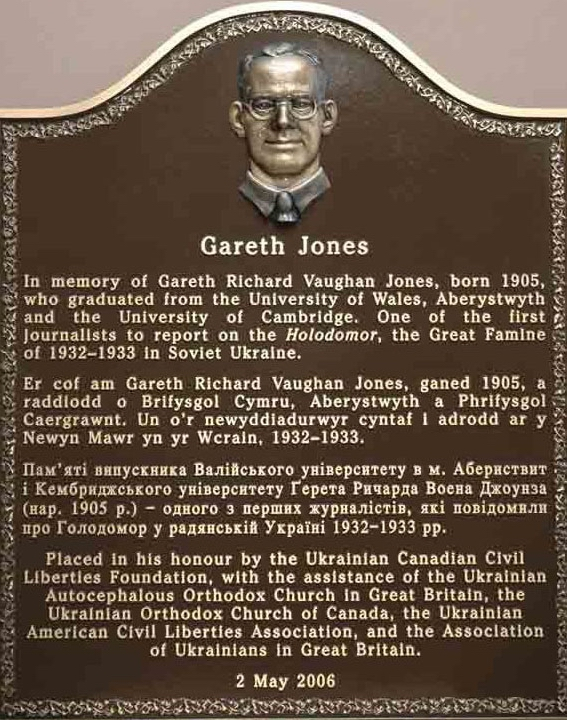
亚伯大学旧校区内琼斯的纪念牌

2006年5月2日，亚伯大学老学院举行了三语（英语/威尔士语/乌克兰语）琼斯纪念牌揭幕仪式，琼斯侄女玛格丽特·西利奥尔·科利（Margaret Siriol Colley）和乌克兰驻英国大使伊霍尔·哈尔琴科（Ihor Kharchenko）出席了仪式。大使称琼斯是“乌克兰的无名英雄”。牌匾的构思和资金由乌克兰加拿大公民自由协会（Ukrainian Canadian Civil Liberties Association）与英国乌克兰人协会（Association of Ukrainians in Great Britain）共同提供。乌克兰加拿大公民自由协会研究部主任卢博米尔·卢丘克博士（Dr Lubomyr Luciuk）在揭幕仪式上致辞。
2008年11月，在威斯敏斯特中央大厅举行的仪式上，哈尔琴科博士（Dr Kharchenko）代表乌克兰总统維克托·尤先科追授琼斯和记者马尔科姆·穆格里奇“乌克兰功绩勋章”，以表彰他们为国家和人民做出的卓越贡献。

### 日记
2009年11月，琼斯记录1932-1933年苏联大饥荒的日记在剑桥大学三一学院的莱恩图书馆首次展出。

### 影视作品
塞爾希·布科夫斯基于2008年拍摄的乌克兰电影《活着》（The Living）是一部关于1932-1933年大饥荒和琼斯试图揭开其真相的纪录片。该片于2008年11月21日在基輔电影院（Kyvi Cinema House）首映，2009年2月在柏林国际电影节欧洲电影市场（European Film Market）上放映，2009年春在科隆乌克兰电影节上放映，同年11月在第二届剑桥乌克兰电影节上放映。该片于 2009年7月在第六届埃里温“金杏”国际电影节上获得国际纪录片竞赛特别奖——银杏奖。
2012年，由乔治·凯里（George Carey）执导的纪录片《希特勒、斯大林和琼斯先生》（Hitler, Stalin, and Mr Jones）在英國廣播公司第四台Storyville节目系列中播出。该片随后在部分影院上映。
2019年，由詹姆士·諾頓主演、阿格涅絲卡·霍蘭执导的电影《琼斯先生》聚焦琼斯在政治与新闻界的反对声中对乌克兰饥荒的调查和报道。2019年1月，该片入围第69届柏林国际电影节金熊奖。2019年9月，该片获得第44届格丁尼亚电影节（Gdynia Film Festival）金狮奖。

### 街道命名
聶伯城、基輔和克雷門丘克等烏克蘭城市都有以琼斯命名的街道。聶伯城和克羅皮夫尼茨基更有加雷斯·琼斯巷。